# Liuthardus
Liuthardus was een benedictijnermonnik waarschijnlijk afkomstig van de abdij van Saint-Denis, die in 870 samen met zijn broer Berengarius, de Codex aureus van St. Emmeram schreef in opdracht van Karel de Kale zoals blijkt uit de colofon op het einde van het boek.
Waarschijnlijk was Liuthardus ook de miniaturist die het handschrift verluchtte. Liuthardus wordt ook genoemd als de scribent van het Psalter van Karel de Kale, bewaard in de Bibliothèque nationale de France als Ms. Latin 1152.
Deze Liuthardus is niet dezelfde als de Liuthardus, stichter van de school van Reichenau.
- Gemeinsame Normdatei: 129771260
- Union List of Artist Names: 500084233
- Virtual International Authority File: 96288216